# سفدة (النادرة)

تعديل مصدري - تعديل

سفدة محلة تابعة لقرية جحزان، التابعة لعزلة حزيب بمديرية النادرة إحدى مديريات محافظة إب في الجمهورية اليمنية، بلغ تعداد سكانها 227 حسب تعداد اليمن لعام 2004.